# 伊萬諾-弗蘭科夫斯克州立兒童圖書館
伊萬諾-弗蘭科夫斯克州立兒童圖書館（烏克蘭語：Івано-Франківська обласна бібліотека для дітей）是位於烏克蘭伊萬諾-弗蘭科夫斯克的一座兒童圖書館。

## 簡史
圖書館建立於1945年8月29日，是根據斯坦尼斯拉夫斯基（伊萬諾-弗蘭科夫斯克舊稱）地區工人代表委員會的決定而建立，原名為斯坦尼斯拉夫斯基兒童和青年地區圖書館。1962年，根據地區文化部門的命令，該圖書館改組為伊万諾-弗蘭科夫斯克兒童區域圖書館，其主要服務對象為1至8年級的學生。圖書館的第一任館長是V. Elian，最初有3個部門和7名員工，並擁有3–3.5千冊圖書，在營運的第一年中，共有855位讀者使用。至今約有10萬冊書籍、90種報紙和雜誌，每年平均有超過1萬名讀者使用。

## 建築
圖書館的主建築建於1895年，由建築師Karol Zaremba設計。當時斯坦尼斯拉夫斯基（伊萬諾-弗蘭科夫斯克）仍為波蘭領土，建築的目的是滿足波蘭人獵鷹的需要。

## 外部連結
- 伊萬諾-弗蘭科夫斯克地區兒童圖書館 （页面存档备份，存于） （乌克兰語）